# 申智愛
申 智愛（シン・ジエ、ハングル：신 지애、英語：Jiyai Shin、1988年4月28日 - ）は、大韓民国全羅南道霊光郡出身の女子プロゴルファーである。日本女子プロゴルフ協会（JLPGA）での登録名は「申 ジエ」。全米女子プロゴルフ協会（LPGA）ツアー参戦時に最終ラウンドで強さを発揮することから「Final Round Queen」と呼ばれていた。

## 来歴
延世大学校（大韓民国）卒業。
父親の勧めで11歳でゴルフを始める。
中学3年だった2003年11月、申智愛をゴルフ練習場へ送り、車で帰宅途中の母が交通事故で死去。同乗していた弟と妹も重傷を負った。
2005年4月に日本で開催された「日韓対抗中学・高校生ゴルフ選手権」（高校女子の部）優勝。同年9月には韓国女子プロゴルフ協会（KLPGA）ツアー「SKエンクリーン招待」でアマチュア優勝。プロテストが免除され同年11月に同会に入会した。
2006年KLPGAツアーメジャー大会「韓国女子オープン」でプロ初優勝。これを含めて3勝し、新人賞と賞金女王に輝く、他にアジア女子ツアー（LAGT）1勝。
2007年KLPGAツアーメジャー大会「KB国民銀行スターツアー第4戦」優勝。これを含めて9勝し、2年連続の賞金女王に輝く、他にLAGT1勝。同年から全米女子プロゴルフ協会（LPGA）ツアーにスポット参戦を始める。
2008年シーズンはKLPGAツアーで7勝（前年12月開催の中国女子プロゴルフ協会と共催の「中国女子オープン」を含む）を挙げ、3年連続の賞金女王に輝く。この7勝には当時3大会であったKLPGAのメジャー大会（「韓国女子オープン」、「KLPGA選手権」、「KB国民銀行スターツアー第4戦」）の優勝があり、KLPGAツアーで年間グランドスラムを達成した初の選手となる。
同年、日本女子プロゴルフ協会（JLPGA）ツアーにおいては「ヨコハマタイヤ PRGRレディスカップ」で初優勝を果たす。これは自身の同ツアー初出場であり、横峯さくらとの4ホールのプレーオフを制しての優勝であった。同年12月JLPGAに80期生として入会。
同年、LPGAツアーにおいては「全英リコー女子オープン」で同ツアー初優勝をメジャー大会で飾った他、「ミズノクラシック」、「ADT選手権」でも優勝した。
2009年はLPGAツアーの会員となり、「HSBC女子チャンピオンズ」で優勝するなどツアー3勝、同ツアー新人賞と賞金女王に輝く。JLPGAツアー1勝。
ロレーナ・オチョアの引退に伴い、2010年5月3日付女子ゴルフ世界ランキング（世界ランク）で自身初の1位となる。同年LPGAツアーで2勝、JLPGAツアー1勝。
同年KLPGAツアーメジャー大会「KLPGA選手権」で優勝、この優勝によりプロとして同ツアー通算20勝となりKLPGAツアー永久シードの資格を得た。
2012年9月の「キングスミル選手権」でポーラ・クリーマーとの2日間9ホールに及ぶプレーオフの末、2年ぶりのツアー優勝を果たし、翌週のメジャー大会「全英リコー女子オープン」も優勝した。
2013年シーズンを最後に、LPGAツアーのツアーカードを返上。
2014年からJLPGAツアーを主戦場とし、同年4勝を挙げ、年間獲得賞金ランキング（賞金ランク）4位。
2015年6月にスリーボンド所属となった事が発表された（契約は同年1月から）。同年は公式戦「LPGAツアーチャンピオンシップリコーカップ」を含む3勝を挙げ、賞金ランク3位。
同年KLPGA殿堂入りを果たす、2007年の朴セリに次いで3人目の入会となった。
2016年JLPGAツアー3勝で賞金ランク2位、2017年同ツアー2勝で賞金ランク5位。
2018年はJLPGAツアー「ワールドレディスチャンピオンシップ サロンパスカップ」、「日本女子プロゴルフ選手権大会コニカミノルタ杯」、「LPGAツアーチャンピオンシップリコーカップ」と公式戦を3勝。同一年に公式戦3勝はJLPGAツアー史上初であり、これにより2019年から2025年までの7年シードを得た。同年はもう1試合優勝があり計4勝で賞金ランク2位。
2019年6月の「アース・モンダミンカップ」で初日から首位を譲らない完全優勝でこのシーズン3勝目を挙げる、この優勝によりJLPGAツアー通算獲得賞金が9億円を超え、出場188試合での達成は史上最速となった。同年は同ツアー賞金ランクは3位で終えるが、年間平均ストロークで同ツアー史上初の60台となる69.9399を記録した。
2020年は新型コロナウイルスの世界的流行の影響でJLPGAツアー開幕が大幅に遅れたことと、自身が母国（韓国）へ帰国中に日本政府がコロナ対策として外国人の入国制限などを行った影響で10月まで来日することが出来なかった。その上に古傷の左ヒジ痛と右手首腱の痛みが悪化したことから母国でクリーニング手術を受けるなどゴルフから暫く遠ざかることにもなった。このような状況で2020年日本女子オープンで今季初出場すると、3戦目となった富士通レディースで最終日に同胞の後輩であるペ・ソンウとの優勝争いを制して今季初勝利をJLPGAツアー通算23勝目で飾ると共に、優勝賞金1,800万円獲得によりアン・ソンジュが保持していた226試合を抜いてツアー最速となる207試合目で生涯獲得賞金10億円を突破した。

## 主なツアー優勝歴

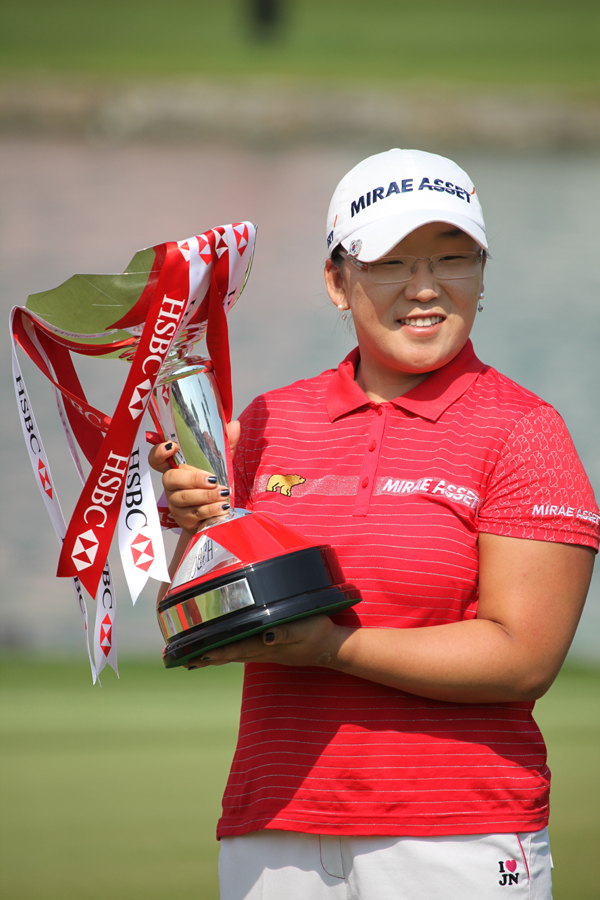
2009年HSBC女子チャンピオンズ

### LPGAツアー
※本項はJIYAI SHIN｜BIO｜LPGA（英語）に基づく、大会名は開催当時で表記し太字はメジャー大会である
- 2008年：全英リコー女子オープン、ミズノクラシック、ADT選手権
- 2009年：HSBC女子チャンピオンズ、ウェグマンズLPGA、P&Gビューティ・NWアーカンソー選手権
- 2010年：エビアン・マスターズ、ミズノクラシック
- 2012年：キングスミル選手権、全英リコー女子オープン
- 2013年：ISPSハンダ女子オーストラリアンオープン

### JLPGAツアー
※本項は一部を除き、申 ジエ｜プロフィール詳細の生涯成績・記録に基づく、大会名は開催当時で表記し太字は公式戦である
- 2008年：ヨコハマタイヤ PRGRレディスカップ[15][28]

#### JLPGAツアー（29）
| 勝数         |
| メジャー (5) |
| ツアー (24)  |

| No. | Date                   | Tournament                                     | スコア                 | 2位との差  | 2位（タイ）                       |
| --- | ---------------------- | ---------------------------------------------- | ---------------------- | ---------- | --------------------------------- |
| 1   | 2008年11月7日 - 9日    | ミズノクラシック                               | −15（68-66-67=201）    | 6打差      | 服部真夕                          |
| 2   | 2009年10月23日 - 25日  | マスターズGCレディース                         | −8（70-70-68=208）     | プレーオフ | 三塚優子 福嶋晃子                 |
| 3   | 2010年4月30日 - 5月2日 | サイバーエージェントレディスゴルフトーナメント | −12（72-70-66=208）    | 2打差      | 飯島茜 古閑美保                   |
| 4   | 2014年6月20日 - 22日   | ニチレイレディス                               | −12（69-65-70=204）    | 4打差      | 葭葉ルミ 藤田光里                 |
| 5   | 2014年8月8日 - 10日    | Meijiカップ                                    | −12（70-66-68=204）    | 2打差      | テレサ・ルー                      |
| 6   | 2014年8月29日 - 31日   | ニトリレディスゴルフトーナメント               | −8（67-71-70=208）     | 3打差      | イ・ボミ 藤田幸希                 |
| 7   | 2014年9月19日 - 21日   | マンシングウェアレディース東海クラシック       | −14（68-67-67=202）    | 1打差      | イ・ナリ                          |
| 8   | 2015年5月1日 - 3日     | サイバーエージェントレディスゴルフトーナメント | −8（68-71-69=208）     | 1打差      | 菊地絵理香                        |
| 9   | 2015年6月19日 - 21日   | ニチレイレディス                               | −11（71-67-67=205）    | 1打差      | 李知姫                            |
| 10  | 2015年11月26日 - 29日  | LPGAツアーチャンピオンシップ                   | −7（70-71-72-68=281）  | 6打差      | 大山志保                          |
| 11  | 2016年5月13日 - 15日   | ほけんの窓口レディース                         | −10（71-67-68=206）    | 2打差      | キム・ハヌル イ・ボミ             |
| 12  | 2016年6月17日 - 19日   | ニチレイレディス                               | −12（67-69-68=204）    | 3打差      | 勝みなみ（a)                      |
| 13  | 2016年10月28日 - 30日  | 樋口久子三菱電機 レディスゴルフトーナメント    | −9（69-72-66=207）     | 1打差      | 李知姫                            |
| 14  | 2017年8月24日 - 27日   | ニトリレディスゴルフトーナメント               | −10（69-65-70-74=278） | 2打差      | ベイブ・リュウ                    |
| 15  | 2017年11月16日 - 19日  | 大王製紙エリエールレディスオープン             | −17（70-66-68-67=271） | 2打差      | 鈴木愛                            |
| 16  | 2018年5月3日 - 6日     | ワールドレディスチャンピオンシップ             | −3（74-71-70-70=285）  | 1打差      | 鈴木愛                            |
| 17  | 2018年8月31日 - 9月2日 | ゴルフ5レディスプロゴルフトーナメント          | −14（64-68-70=202）    | プレーオフ | 小祝さくら                        |
| 18  | 2018年9月6日 - 9日     | 日本女子プロゴルフ選手権大会                   | −16（67-66-71-68=272） | 9打差      | アン・ソンジュ ジョン・ジェウン   |
| 19  | 2018年11月22日 - 25日  | LPGAツアーチャンピオンシップ                   | −11（66-73-70-68=277） | プレーオフ | ペ・ヒキョン                      |
| 20  | 2019年4月12日 - 14日   | スタジオアリス女子オープン                     | −9（68-70-69=207）     | 2打差      | 菊地絵理香 武尾咲希               |
| 21  | 2019年4月26日 - 28日   | フジサンケイレディスクラシック                 | −8（70-72-63=205）     | 2打差      | 渋野日向子 鈴木愛 吉本ひかる      |
| 22  | 2019年6月27日 - 30日   | アース・モンダミンカップ                       | −15（67-66-68-72=273） | 3打差      | 宮里美香 原英莉花                 |
| 23  | 2020年10月16日 - 18日  | 富士通レディース                               | −7（70-70-69=209）     | 2打差      | 古江彩佳 ペ・ソンウ               |
| 24  | 2020年11月6日 - 8日    | TOTOジャパンクラシック                         | −19（66-65-66=197）    | 2打差      | 笹生優花                          |
| 25  | 2021年6月18日 - 20日   | ニチレイレディス                               | −10（70-70-66=206）    | プレーオフ | 全美貞                            |
| 26  | 2021年7月22日 - 25日   | 大東建託・いい部屋ネットレディス               | ‐15（68-68-66-71=273） | 5打差      | 臼井麗香 渡邉彩香 濱田茉優 全美貞 |
| 27  | 2023年3月2日 - 5日     | ダイキンオーキッドレディスゴルフトーナメント   | ‐10（73-69-65-71=278） | 3打差      | 上田桃子 稲見萌寧                 |
| 28  | 2023年6月22日 - 25日   | アース・モンダミンカップ                       | ‐13（68-65-74-68=275） | プレーオフ | 岩井明愛                          |
| 29  | 2025年5月8日 - 11日    | ワールドレディスチャンピオンシップ             | −7（71-70-67-73=281）  | プレーオフ | 藤田さいき                        |

## LPGAメジャー大会の成績
※本項の成績は申ジエツアー成績の各年度に基づく
| Tournament       | 2007 | 2008 | 2009 | 2010 | 2011 | 2012 | 2013 | 2014 | 2015 | 2016 | 2017 | 2018 | 2019 | 2020 | 2021 | 2022 | 2023 |
| ---------------- | ---- | ---- | ---- | ---- | ---- | ---- | ---- | ---- | ---- | ---- | ---- | ---- | ---- | ---- | ---- | ---- | ---- |
| シェブロン選手権 | T15  | T31  | T21  | T5   | T29  | T26  | T7   | T16  |      |      |      |      | T21  |      |      |      |      |
| 女子PGA          |      |      | 3    | T3   | T34  |      | T5   |      |      |      | T11  |      |      |      |      |      |      |
| 全米女子オープン | 6    | T19  | T13  | T5   | T10  |      | CUT  |      |      |      | CUT  |      | CUT  |      |      |      | T2   |
| エビアン選手権 ^ |      |      |      |      |      |      | T44  |      |      |      |      |      |      | NT   |      |      | T54  |
| 全英女子オープン | T28  | 1    | T8   | T14  | 21   | 1    | T36  | T29  |      | T60  |      |      |      |      |      |      | 3    |

^ The Evian Championship was added as a major in 2013.
CUT = missed the half-way cut

NT = no tournament

"T" tied